# ビザンティン哲学
ビザンティン哲学（Byzantine philosophy）では特に8世紀から15世紀までの東ローマ帝国の哲学者・学者に特有な哲学的思想について述べる。ビザンティン哲学においてはキリスト教的世界観が支配的なのが特徴であるが、プラトン、アリストテレス、ネオプラトニズムに直接に由来する思想も併せ持っている。東ローマ帝国ではプラトン的形而上学はしばしば「ギリシアの神話」と呼ばれてキリスト教に悖るものと考えられ、知識人たちの間で異教哲学への関心が沸き起こると教会や修道士がそれに反対するということが何度も起こった。

## 歴史
古代ギリシアの科学・文化は中世もビザンティン帝国で存続しており、ビザンティン哲学はキリスト教を基調としてはいてもプラトン、アリストテレス、ネオプラトニズムに依拠しつつ展開した。7世紀に、ダマスクスのヨハネスが三部から成る百科全書を作成しており、その第三部ではキリスト教神学が体系的に説明されていた。9世紀にはコンスタンティノープル総主教のフォティオス1世が古代の著述家の作品を収集して、アリストテレス論理学を研究した。彼の弟子のカエサレアのアレタスはプラトンやアリストテレスの著書を注釈した。11世紀・12世紀には哲学を教えることにより関心がもたれるようになり、ミカエル・プセルロス、ニカイアのエウストラティオス、エフェソスのミカエルらがアリストテレスの注釈書を書いた。
13世紀・14世紀の重要な哲学者としてはニケフォロス・ブレンミュデスやテオドロス・メトキテスがいる。また、グレゴリオス・パラマスはヘシュカズムとして知られる神秘主義運動を発展させた。ヘシュカズムは神の像の幻視ともいわれるタボスの光の像を達成するための思索的なイイススの祈りを伴う。ヘシュカズム運動こそが、東方キリスト教圏において哲学的な教養を備えた人々を西方へ移動させることになったリフを起こした。この移住が西方におけるルネサンスの出現に決定的な役割を果たした。特に、ヘシュカズムに反対したカラブリアのバルラアムは西方のローマカトリック神学の形成に寄与した。さらに、皇帝ヨハネス6世カンタクゼノスの周辺でラテン語の文献が体系的にギリシア語に翻訳された。彼の友人であったデメトリオス・キュドネスは外交官として働くためにラテン語を学んだ際にトマス・アクィナスの『対異教徒大全』に出会い、トマス主義に染まることとなった。彼はカンタクゼノスの支持を受けてトマス・アクィナスの『対異教徒大全』および『神学大全』、それにアンセルムスやヒッポのアウグスティヌスの著作をギリシア語に翻訳した。キュドネスは他にも小論文『死を恐れないこと』を著し、キリスト教に全く言及せずにプラトンの術語のみを使って不死性を論じた。こういった「ラティノフロニー」(ラテンびいき)の潮流はパラマスの思想に反対する人々が主な担い手となったが、ネイロス・カバシラスやヨセフォス・ブリュエンニオスのように、パラマス派神学者でトマス主義との調和を模索する者もいた。ビザンティン帝国最後の偉大な哲学者はゲオルギオス・ゲミストス・プレトンで、彼はプラトニズムを復興することで落日期にあった東ローマ帝国を立て直せると考えていた。彼は、古代哲学が西方に伝播する上で重要な人物であった。

## コンスタンティノープル大学
東ローマ社会は当時の世界平均からすれば教育がよく行き届いており、他国よりも識字率が高かった。とりわけ、古典古代のアカデメイアに連なる安定した教育システムが存在した。初等教育は村のレベルに至るまで広く受けられた。東ローマに特有なこととして、帝国内では教育はある程度公共的なものであった。ムスリムによる征服までの数世紀間、アンティオキアやアレクサンドリアといった多くの州都で同一の制度が施行されていた。
コンスタンティノープル大学の元になる学校は425年にテオドシウス2世によって創立され、法、哲学、医学、算術、幾何学、天文学、音楽、修辞学、その他の分野を受け持つ三十一の講座が設置された。そのうち十五講座はラテン語で、十六講座はギリシア語で教授された。この大学は15世紀まで存続した。
大多数の学生が高等教育で習うのは主に修辞学、哲学、法であった。有能で教養ある人物を国や教会の官僚のポストに就けるのがねらいであった。この意味で大学は神学校の世俗世界における相似物であった。大学は長期にわたって耐えることのなかったプラトン学派とともに、プラトニズムやアリストテレス主義の伝統に基づいた生きた哲学の伝統を維持し、二つの千年紀にまたがって15世紀にその幕を閉じた。
マグナウラ学派が9世紀に起こり、11世紀には哲学と法の新しい学派が宮廷学校で生まれた。国家としては1204年の第4回十字軍とともに落日期を迎えるが大学はオスマン帝国によるコンスタンティノープル陥落まで教会の援助を受けて不安定ながらも存続した。

## 主要哲学者
主な哲学者の略歴。

### 10世紀以前
- フォティオス (858 - 867)

### 11世紀
- ミカエル・プセルロス（1018-1078）

東ローマ時代中世で最も博識な人物の一人であった。“哲学者達のコンスル”の称号を与えられ、哲学の総ての分野を教えた。彼はアリストテレスのオルガノンを註釈し要約した。彼の生徒によって提起された哲学的問題すなわち同名異義語と同名同義語の区別について、自存する実体の特性について、プラトン的形相について、魂と身体の統一性、悪の問題について、夢について等々多数の論文を書いた。キリスト教徒・非キリスト教徒に依拠して哲学的概念を説明する百科事典『ディダスカリ・パントダペ』を編集した。彼がアリストテレスに注意を払った量は相当だが、それ以上にプラトンとネオ・プラトニストを好んだことは間違いない。彼はしばしば中世を通じてプラトン的遺産の伝承の中心人物と見なされてきた。彼の作品はプロティノス、ポルピュリオス、イアンブリコス、特に古代の作家の中で権威があると考えられていたプロクロスを注意深く読んでいたことを示している。彼はプロクロスの『神学綱要』の中でキリスト教神学に適用されうる精巧な形而上学の体系を見出した。キリスト教の三位一体論はネオプラトニズムの第一原理と大きく異なっていたが、プセルロスは、第一原因、知性、魂の性質、身体、質料の一般的構造に関するプロクロスの見解は、いくつかの変更を加えて採用できることを発見した。しかし彼のこれらの試みは、しばしば彼の神学的正統性に関して攻撃され、結果、異教的な見解から自身を遠ざけるように注意しなければならなかった。
- イオアンネス・イタロス（1025-1082後）

プセルロスの弟子であり、“哲学者のコンスル”の後継者であり、彼も哲学全般を教授した。アンナ・コムネナは『アレクシアス』において彼を優れた思想家であり、アリストテレスを誰よりも上手く解釈した論理学者だと言及している。1082年には教会によって裁判にかけられた。

### 12世紀
- スミルナのテオドロス（11世紀中～1112後）
- ニカイアのエウストラティオス

イオアンネス・イタロスの弟子であり、12世紀の初めにニカイアの府主教となった。アンナ・コムネナは彼を宗教・世俗の文学両方の極めて博識な学者であり、弁証法の師であると表現している。また皇帝アレクシオス一世からはラテン教会との様々な神学的討論に参加を求められた。彼も師であるイタロス同様に、1117年に異端者として非難された。その理由は神学的・政治学的の両方を含む複雑な問題であるが、彼が神学において、アリストテレスの演繹的推論（シュルロギスモス）を使用することの正当性について強い信念で有名であったことは注目に値する。彼はキリスト自身が演繹的推論の助けを用いて論争としたさえ述べた。アリストテレス註解として現存するものは『ニコマコス倫理学』1-6巻について（無名の註解者とエフェソスのミカエルの注解を合わせて全10巻の注解となっている）と、『分析論後書』注解がある。アリストテレス解釈において、エウストラティオスは明らかに後期ネオプラトニストの追随者であるが、第一原理の知識に関する問題など特定の場所では、これらについてキリスト教信仰の流れに近い立場を説いた。プラトンやアリストテレスと対照的に、彼は人間の魂が以前持っていた知識を想起することや、可能的な知識のみを持つといういう主張をせず、神によって人間霊魂は完全として創造され、それは諸原理の知識と自明の共通観念を十全に持っている。しかし、人間存在は身体によって生成される衝動の影響を受けやすく、この知識と理解の能力を見失うと主張した。
- エフェソスのミカエル（12世紀）

コンスタンティノープル大学で働らき、またアンナ・コムネナにも哲学を教えた。エウストラティオスと共にアンナ・コムネナの哲学・文学サークルのメンバーの一人だった。彼の生涯のほとんどが知られていない一方、彼のアリストテレス注釈者としての見識の広さが際立っていることは完全に明白である。ミカエルは解説の様式と解釈の手法に関して、アフロディシアスのアレクサンドロスと比較された。アレクサンドロスの『形而上学』注解は6巻以降散逸したが、ミカエルは6巻から14巻までの注解を書きその欠を補った。また『ソフィスト的駁論について』を編集・註釈を施し、このテキストの標準的研究を確立した。（これらはアレクサンドロスの名前で伝わった）。『ニコマコス倫理学』5,9,10巻について注解し、『自然学小論集』『動物発生論』『動物部分論』『動物運動論』『動物進行論』『色について』などの動物学・自然学にも広く注解を行った。『政治学』についても書いたが部分的にしか現存しない。『自然学小論集』の最後で示されているように、彼の目的は今まで注解者に等閑されてきたテキストに対して解説を施すことであると主張している。
- テオドロス・プロドロモス（1100-1170）

エウストラティオスから強い影響を受けて、まだ編集されていない『分析論後書』第二巻について注解する伝統を続けた。他の小品にも言及する価値があり、『クセネデモス』は『エイサゴーゲー』についてのプラトン風の対話篇である。彼は『カテゴリー論』6章「大と小」は数量ではなく関係であり、反対ではない、というアリストテレスの教説に対して、一連の議論を含む『大と小について』という論文を書いた。

### 13世紀
- ニケフォロス・ブレンミュデス（1197-1269）

「パライオロゴス・ルネッサンス」に至るまでの時期で、最も重要な哲学の教師・学者。
- ゲオルギオス・パキュメレス（1242-1310）

ニカイア生まれの歴史家であり、総主教庁の学校でも教えた。ゲオルギオス・アクロポリテスの13巻のビザンティン史の続き『ローマの歴史』を書いた。哲学分野では、アリストテレスの四分野・論理学、自然学、形而上学、倫理学についてのパラフレーズに加え、より重要なこれらの“釈義的な”注解を書き、また四つの数学的分野に関する教科書を書いた。同様にプロクロスの不完全に伝わっていたパルメニデス注解を続けた。これらの集成はパキュメレスが哲学者の写本の収集、転写、編集に深く関わっていたことを示している。
- ソフォニアス（13-14世紀）

パキュメレスの同時代人であり、コンスタンティノープルで修道士だったが、後にカトリックへ改宗した。『霊魂論』の他、『カテゴリー論』、『ソフィスト的駁論について』のパラフレーズを書き、テミスティオスの名で伝わった『分析論前書』及び匿名著者の『自然学小論集』も文体から彼が書いたものだと推測されている。ソフォニアスは霊魂論パラフレーズで失われたピロポノスの第三巻を利用していることが示唆される。

### 14世紀
- ニケフォロス・クムノス（1250/55–1327）

- テオドロス・メトキテス（1270-1332）

### 15世紀
- プレトン（1360–1452）

東ローマ帝国の最後の年代には、哲学者たちはプラトニストかアリストテリストのどちらかであることを自認し、両者の不一致を強調する傾向にあった。これは古代末期のプラトンとアリストテレスの調和を強調した傾向と非常に異なり、ルネッサンス時代のアリストテレス主義とプラトン主義の遺産として残された。そのルーツはメトキテスやグレゴラスといった14世紀の哲学者らの反アリストテレス的感情に由来し、プレトンが公開した『プラトンとアリストテレスの差異』によって大きな論争へと発展し、30年後出版された枢機卿ベッサリオン『プラトンの誹謗者の中に』のラテン語版において極まった。
- ゲンナディオス2世（1405–1472後）

プレトンに対して、ゲンナディオスはアリストテレスを擁護した。『プレトンに対する反論』は彼の哲学的教養がギリシャ的であるよりラテン的であることの明白な証拠となっている。そこでの彼の最大の懸案事項は、アリストテレスの神は世界の創造者ではないとうプレトンの主張の否認であった。これは「永遠の創造」という由緒ある仮説に依拠することによって達せられた。ゲンナディオスは非常に博識であり、イブン・スィーナーやイブン・ルシュドの翻訳を含むラテン語文献に関する膨大な知識のゆえに、彼は彼以前のビザンティン哲学者の誰よりも優れたアリストテレス註解者であることを自負していた。『エイサゴーゲー』『カテゴリー論』『命題論』などに対する注解は、ビザンティン時代において最も広範なものであり、その内容と形式は早期・近代のラテン語作品に多く負っている。特に強いのは、ゲンナディオスも多くを翻訳したトマス・アクィナスの影響であり、前世紀のデメトリオスやプロコロス、キュドネスらの営為に連なっている。

## 議題と思想
ビザンティン哲学の主な特徴:
1. 実体の原理としてだけではなく存在の原理としての神の位格(存在論、形而上学)
2. 神による世界の創造と時間的に始まりと終わりのある宇宙
3. 世界創造が続けられることとその意味
4. 時間の中に存在し魂によって認識できる世界の具現化されたものとしての感覚的な世界がその無時間的な基盤を神的な知性(「ヌース」)のうちに持っていること

世界と人間は摂理 (神学)摂理にとっての主題だが、東ローマの哲学者たちは、自由意思と自己決定の必要性を強調した。不死なる魂はそのエネルギーの下で創造されたのではなくそれ自体の下で創造された。魂は精神を加えた肉体であり、決定の事由によって幸福を達成する知性と直接に関連している。神と人間の関係は愛に基づいている。愛によって創造における人間の中心地が説明される。

### ネオプラトニズム
神の神秘的・宗教的理解と哲学的理解の関係は東ローマ帝国の歴史を通じて様々な発展段階を経た。ビザンティン哲学における心としてのヌースは人間の心または魂と調和されたときにのみ理解の中心的な役割を与えられた。人間の全体的な構成単位としての魂理性的・思索的存在としての心人の心の全き部分。キリスト教とギリシア哲学の混淆の初期の物は現在ではネオプラトニズム的なものとされている。その例はオリゲネスと彼のヌースに関する教えに見いだされる。彼によれば、全ての魂は創造者より前に「知性」つまりヌースとして完全に霊魂的な(非物質的な)状態で先在していたが、後に神から独立した存在を追求するために堕落していった。全ての魂は完全に自由に創造されたので、神は単純に自分の元に戻ってくるよう強いることはできない(これは、オリゲネスによれば、神の被造物に対する愛と敬意による)。にもかかわらず、神は移り気な魂を神の無限な心の考えの内に戻ってくるよう導くために物質的な宇宙を創造し、歴史を始まらせる。これはオリゲネスによると、完全な状態である。